# Rui Miguel Rodrigues
Rui Miguel Melo Rodrigues (n. 15 noiembrie 1983), cunoscut ca Rui Miguel, este un fotbalist portughez care evoluează la clubul Académico Viseu pe postul de mijlocaș ofensiv.